# Palazzo del Bo
O Palazzo del Bo é a sede histórica da Universidade de Pádua desde 1493. Abriga atualmente a reitoria e a Faculdade de Direito. É também o lar do teatro anatômico mais antigo do mundo ainda preservado.

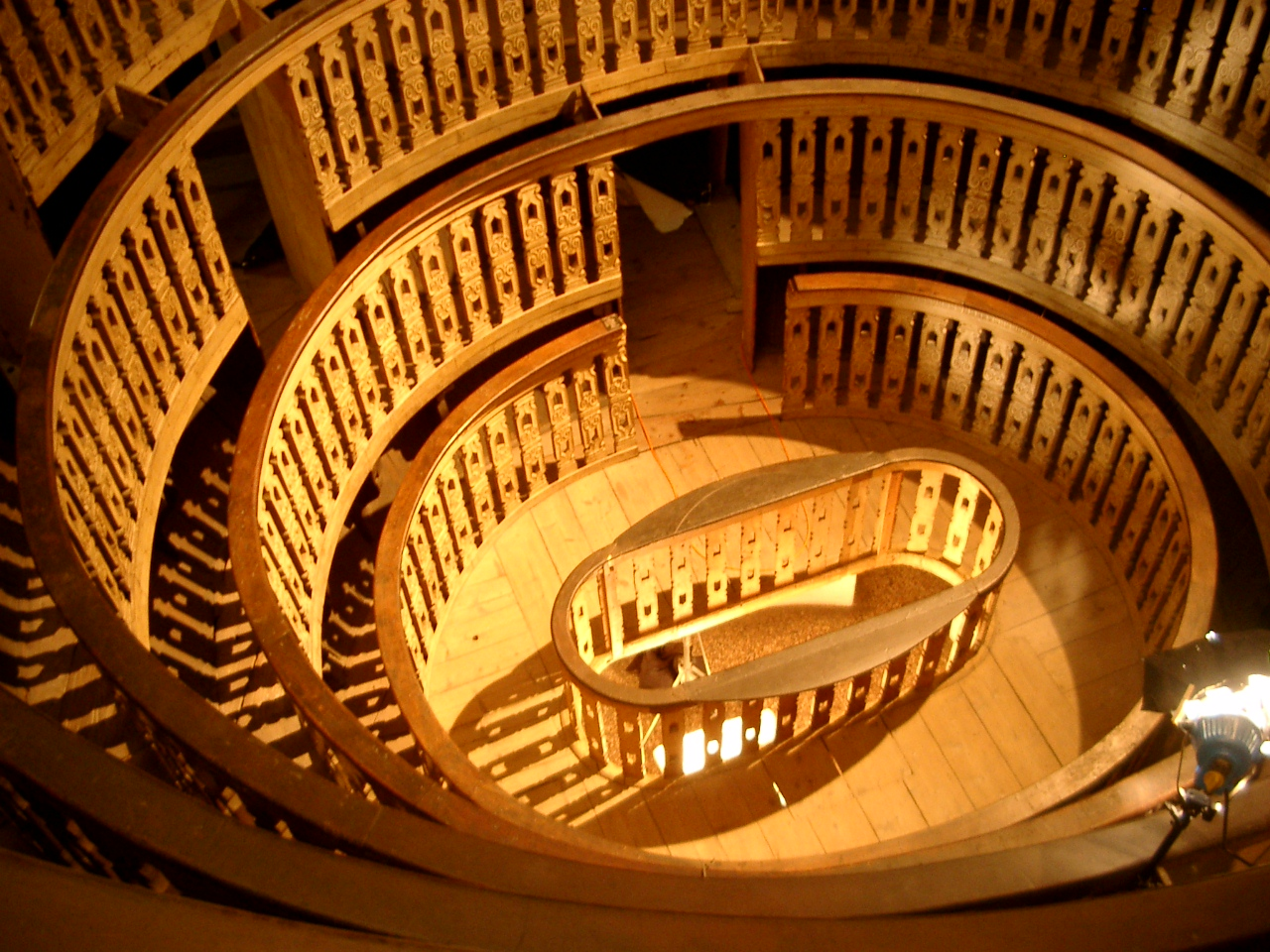
Anfiteatro de Anatomia de Pádua

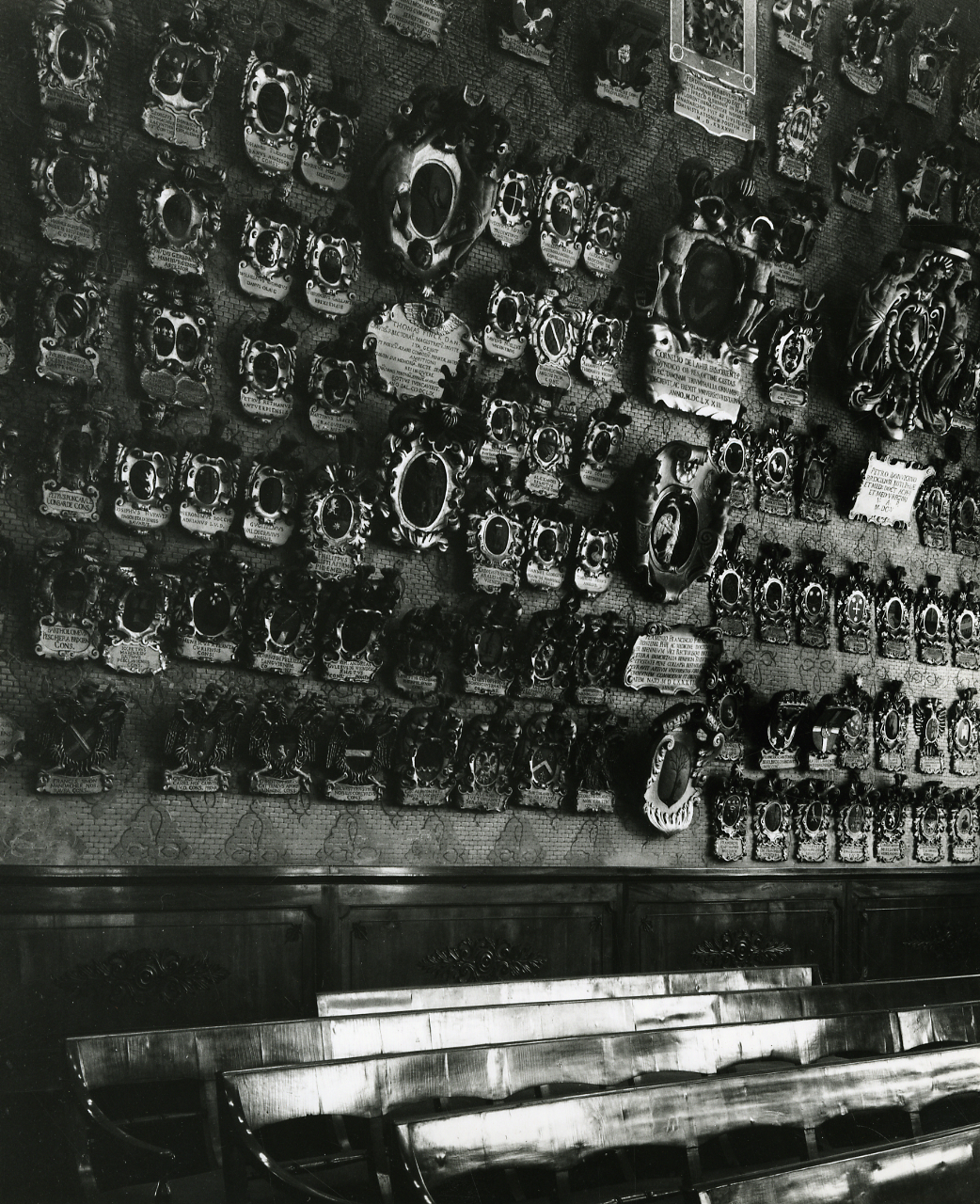
Aula Magna. Foto por Paolo Monti, 1966